# Bâlteni
Bâlteni é uma comuna romena localizada no distrito de Gorj, na região de Oltênia. A comuna possui uma área de  km² e sua população era de 7821 habitantes segundo o censo de 2007.